# Mamuralia
Nella religione romana, i Mamuralia, o Sacrum Mamurio, era una festività che ricorreva il 14 o il 15 di marzo, menzionata solo dalle fonti più antiche.
Secondo Giovanni Lido, il rito consisteva nel percuotere ritualmente con dei bastoni un vecchio vestito con pelli di animali.
Il nome della festività è legato a Mamurio Veturio, che secondo la tradizione fu l'artigiano che costruì gli scudi rituali, (gli Ancilia) che erano appesi nel Tempio di Marte.
Poiché il calendario romano originariamente iniziava a Marzo, i Mamuralia erano le festività che sancivano il passaggio dal vecchio al nuovo anno.
Condivide alcune caratteristiche con altri antichi rituali come quello del Capro espiatorio ebraico o il Pharmakos greco.

## Storia del mito
Secondo la leggenda Mamurio fu incaricato da Numa Pompilio di fabbricare undici scudi identici all'Ancile, lo scudo che cadde dal cielo, come segno inviato da Marte per testimoniare l'invincibilità di Roma e sancire il suo destino di futura dominatrice del mondo.
L'Ancile uno dei sette protettori dello Stato Romano, i cosiddetti Pignora imperii, e le repliche erano richieste, in modo segreto, per prevenire il furto degli oggetti sacri originali.
Gli scudi erano sotto la custodia dei Salii, sacerdoti del dio Marte, ed erano usati nei loro rituali.
Come Pagamento, Mamurio richiese che il suo nome fosse ricordato nel Carmen Saliare, la canzone che i Salii cantavano quando eseguivano la danza rituale armati con gli scudi.
Frammenti di questa canzone rituale sono giunte fino a noi, compresa la parte con la invocazione a Mamurio.
Diverse fonti ci riportano l'esistenza dell'invocazione ma solo Lido ci descrive il rituale.
Si suppone che a Mamurio venne anche dato l'incarico per la sostituzione di una statua lignea di Vertumno, portata a Roma ai tempi di Romolo, con una fatta di bronzo.
Incerta è anche l'origine di Mamurio.
Properzio, alla fine di una sua poesia su Vertumno, esprime che la terra degli Osci non si porti via le abili ed esperte mani di Mamurio. Questo potrebbe far pensare che Mamurio e la sua famiglia avessero origine Osca e che lui fu seppellito nella sua terra natia.
La Gens Veturia, che ebbe tra le sue file diversi uomini politici di primo piano, è considerata una Gens di origine Etrusca od Osca.
Il nome di Mamurio Veturio divenne il soprannome di Marco Aurelio Mario Imperatore delle Gallie nel 269 d.C.

## Il Calendario ed il nome
Si suppone che lo scudo divino cadde dal cielo il primo giorno di Marzo (lat. Martius), il mese dedicato, appunto, al dio Marte.
Nel più antico calendario Romano, che la tradizione voleva essere stato redatto da Romolo stesso, l'anno era suddiviso in 10 mesi e cominciava proprio col mese dedicato a Marte.
Marte stesso era associato con le attività agricole e al ciclo della vita, che la primavera richiamava, ed infatti molti studiosi ritengono che i Mamuralia fossero in origine i festeggiamenti per l'avvento del nuovo anno.
Il numero degli scudi commissionati a Mamurio corrispondono ai 12 mesi del nuovo calendario voluto da Numa Pompilio.
Nei secoli la data dei Mamuralia è stata spostata dall'inizio del mese alla metà dello stesso. Nel calendario di Filocalo, infatti sono collocati al 14 marzo, da altri autori vengono collocati alle Idi, cioè il 15, mentre i primi calendari esistenti collocavano al 14 marzo gli Equirria, una delle corse di carri in onore di Marte.
Sempre alle Idi vi erano i festeggiamenti per gli Anna Perenna, che Macrobio scrive essere festeggiamenti per il passaggio dell'anno.
Studiosi moderni interpretano quindi queste due festività come equivalenti, l'una maschile, rappresentante l'anno solare, l'altra femminile, rappresentante dell'anno lunare.
Difatti, si suppone che le Idi nei calendari Romani più antichi cadessero in coincidenza della prima luna piena di marzo, e di conseguenza dell'anno nuovo.
Versnel sostenne che queste variazioni nel tempo della collocazione dei Mamuralia siano da attribuire alle modifiche apportate al calendario nel corso dei secoli, portando la festività dall'originale collocazione all'ultimo giorno dell'anno, prima cioè delle Calende di Marzo, al giorno prima delle Idi. Questa variazione portò anche ad una variazione anche nei festeggiamenti degli Equirria che venivano festeggiati due volte, il 27 febbraio e il 14 marzo.
In questa ottica Mamurio sarebbe associato a Febbraio, il mese della purificazione e dedicato ai riti dedicati ai morti, che in origine terminava l'anno.
I mamuralia sarebbero dunque un rito di passaggio e di lustrazione (purificazione).
Ulteriore elemento a riprova del fatto che la figura di Mamurio fosse legata al rito di passaggio tra l'anno nuovo e quello vecchio e il nome Veturius, chiaramente collegato all'aggettivo Vetus, veteris cioè vecchio, anziano.  In questa ottica Mamurio sarebbe la personificazione dell'anno appena trascorso ed il rito dei Mamuralia sarebbe indicativo della sua fine.
Mamurio a sua volta potrebbe essere derivato, così come il nome proprio Mamerco, da Mamers, il nome osco del dio Marte e potrebbe essere correlato con il vocativo Marmar presente nel Carmen Arvale, rappresentando così il "vecchio Marte" come incarnazione del anno trascorso.
Varrone, fornisce un'altra spiegazione del significato del nome studiando il canto dei Salii, altro collegio sacerdotale legato a Marte come gli Arvali, affermando come potesse derivare dal verbo meminisse (ricordare) e da memoria, "perché è ciò che è rimasto nella mente ed è nuovamente mosso". Secondo poi un'altra interpretazione di Varrone anche il verbo monere (ricordare, avvisare, ammonire) avrebbe la stessa origine, col significato di creare la memoria su qualcosa (monimenta), da cui deriverebbe poi anche il termine monumento.